# 都政を革新する会
都政を革新する会（とせいをかくしんするかい）は、革命的共産主義者同盟全国委員会（中核派）の地域政党。

## 概要
成田空港反対派の三里塚芝山連合空港反対同盟・北原派への支援も実施している。
2017年の第48回衆議院議員総選挙では、東京都第8区に中核派全学連委員長の齋藤郁真を公認した。他に北原派、動労総連合傘下の動労水戸、動労西日本が推薦、応援した。結果は得票率1.2%で、得票数が2,931票の6人中6位の最下位で落選。法定得票に達せず、かつ供託金も没収となった。
2019年4月21日の第19回統一地方選挙・杉並区議会議員選挙では、中核派活動家の洞口朋子を公認し、得票数3,275票で当選した。2023年4月23日の第20回統一地方選挙・杉並区議会議員選挙で、2632票で再選。